# Julián Zugazagoitia
Julián Zugazagoitia Mendieta (Bilbao, 5 février 1899 - Madrid, 9 novembre 1940) est un journaliste, écrivain et homme politique espagnol. Membre du Parti socialiste ouvrier espagnol (PSOE), il fut Ministre du Gouvernement dans le premier gouvernement Negrín. Réfugié en France, il fut capturé par la police secrète allemande et remis aux autorités espagnoles. Il est fusillé par le gouvernement franquiste.